# Song for the Lonely
A Song For The Lonely egy pop/dance kislemez Cher Living Proof című, huszonötödik stúdióalbumáról. A dal írásában közreműködött Paul Barry és Steve Torch, akik többek között Cher két nagy slágerét, a Believe-et és a Stong Enough-ot írták.

## Információ
A Song For The Lonely Cher második amerikai kislemeze, melyet a kiadóval történt bonyodalmak miatt Európában korlátozott példányszám mellett adták ki, de rádiókban játszották Európában is. A dal Madonna nagy sikerű Die Another Day című slágerével szemben huszonhat héten keresztül tartotta az első helyet a Billboard-on, de a kislemez a Billboard Hot 100-on csak a 85. helyig jutott el.
Cher hivatalos weboldala szerint a dalt legfőképpen New York bátor embereinek, főleg a tűzoltóknak szentelték.
A zenei videót Amerikában VHS formátumban kibocsátották.

## Videó
A videó alatt Cher hétköznapi ruhában sétál New Yorkban, és egy angyalhoz hasonló szerepet tölt be, miközben egyre több ember csatlakozik hozzá. A film végigköveti a filmtörténet korszakait, a klip elején még barna árnyalatos a képernyő, ezt váltja fel a harmincas évek fekete-fehér filmezési módja, ezek után eljutunk a mai modern filmezéshez. Ezalatt láthatjuk New York épülő felhőkarcolóit.

### Változatok
- az eredeti videó egy New York-i tájképpel végződik.
- A klip felkerült Cher The Very Best of Cher - The Video Collection című válogatás DVD-jére, melyen a felvétel a tájkép helyett Cher képével végződik.

## Kiadási formák és számlista
Song for the Lonely US CD Maxi-Single
1. Song for the Lonely (Hivatalos Remix)
2. Song for the Lonely (Illicit Vocal Mix)
3. Song for the Lonely (Thunderpuss Club Mix)
4. Song for the Lonely (Thunderpuss Sunrise Mix)
5. Song for the Lonely (Hivatalos Radio Szerkesztés)
6. Song for the Lonely (Illicit Radio)
7. Song for the Lonely (Thunderpuss Club Mix)

Song for the Lonely USA Promo CD
1. Song for the Lonely (Radio Szerkesztés)
2. Song for the Lonely (Album Verzió)

(This Is) A Song for the Lonely Europai CD
1. (This Is) A Song for the Lonely (Europai Radio Szerkesztés)
2. (This Is) A Song for the Lonely (Album Verzió)

### Érdekesség
A kislemez eredeti címe (This Is) A Song for the Lonely lett volna, Európában így is bocsátották ki az albumot, de amerikai kérésre a rádiókban és Amerikában a jelenlegi névvel forgalmazták tovább a dalt.

## Remixek
Album Remixek
1. Album Verzió
2. Radio Szerkesztés
3. Radio Szerkesztés (átdolgozva)
4. Eredeti verzió,
5. Élő verzió (The Very Best Of Cher Special Edition CD és Live! The Farewell Tour CD)

Hivatalos remixek
1. Hivatalos Definitive Mix
2. Hivatalos Definitive Dub
3. Hivatalos Radio Remix
4. Hivatalos PA Mix
5. Hivatalos PA Edit
6. Hivatalos 7"

Thunderpuss Remix
1. Thunderpuss Club Mix
2. Thunderpuss Club Dub
3. Thunderpuss Club Radio Remix
4. Thunderpuss Club Radio Remix Instrumental
5. Thunderpuss Club Mixshow
6. Thunderpuss Videoremix
7. Thunderpuss TV Track
8. Thunderpuss Anthem
9. Thunderpuss Sunrise Club Mix
10. Thunderpuss Sunrise Rádió remix
11. Thunderpuss Sunrise Radio remix 2
12. Thunderpuss Sunrise Radio remix Instrumental
13. Thunderpuss Sunrise Mixshow
14. Thunderpuss Dirty Club Mix
15. Thunderpuss Dirty Dub
16. ThunderDUB
17. TribeApella
18. Beats of Thunderpuss

Illicit Remix
1. Illicit Vocal Mix
2. Illicit Remix
3. Illicit Vocal Dub Mix
4. Illicit Instrumental Dub Mix
5. Illicit Alternate Vocal Mix
6. Illicit Alternate Edit Mix
7. Illicit Acapella Mix

Metro Remix
1. Metro Club Mix
2. Metro Radio Remix

Rapino Remix
1. Rapino/Rapino Carrera Mix
2. Rapino/Rapino Carrera 7" Edit

## Helyezések
| Argentinian Singles Chart              | 63      |
| Canadian Singles Chart                 | 18      |
| Czech Airplay/Singles Chart            | 9       |
| Latvian Singles Chart                  | 25      |
| Romanian Singles Chart                 | 39      |
| Billboard                              |         |
| U.S. Billboard Hot 100 Singles Sales   | 7       |
| U.S. Billboard Hot Dance Club Play     | 1       |
| U.S. Billboard Hot Dance Singles Sales | 1       |
| Magyar Toplista                        |         |
| Mahasz                                 | 67      |
| Eladás                                 | Példány |
| Világszerte                            | 980 000 |